# Barbados i olympiska sommarspelen 2024
Barbados deltog med en trupp på fyra idrottare vid de olympiska sommarspelen 2024 i Paris som hölls mellan den 24 juli och 11 augusti 2024. Det var 14:e sommar-OS som Barbados deltog vid.

## Friidrott
Förkortningar
- Notera– Placeringar avser endast det specifika heatet.
- Q = Tog sig vidare till nästa omgång
- q = Tog sig vidare till nästa omgång som den snabbaste förloraren eller, i teknikgrenarna, genom placering utan att nå kvalgränsen
- i.u. = Omgången fanns inte i grenen
- Bye = Idrottaren behövde inte tävla i omgången

Gång- och löpgrenar
| Idrottare      | Gren           | Inledande omgång | Inledande omgång | Heat  | Heat      | Återkval | Återkval  | Semifinal        | Semifinal        | Final            | Final            |
| Idrottare      | Gren           | Tid              | Placering        | Tid   | Placering | Tid      | Placering | Tid              | Placering        | Tid              | Placering        |
| -------------- | -------------- | ---------------- | ---------------- | ----- | --------- | -------- | --------- | ---------------- | ---------------- | ---------------- | ---------------- |
| Tristan Evelyn | Damernas 100 m | Bye              | Bye              | 11,55 | 6         | —        | —         | Gick inte vidare | Gick inte vidare | Gick inte vidare | Gick inte vidare |
| Sada Williams  | Damernas 400 m | —                | —                | 50,45 | 3 Q       | Bye      | Bye       | 49,89            | 3 q              | 49,83            | 7                |

## Simning
| Idrottare  | Gren                   | Heat  | Heat      | Semifinal        | Semifinal        | Final            | Final            |
| Idrottare  | Gren                   | Tid   | Placering | Tid              | Placering        | Tid              | Placering        |
| ---------- | ---------------------- | ----- | --------- | ---------------- | ---------------- | ---------------- | ---------------- |
| Jack Kirby | Herrarnas 100 m frisim | 50,42 | 46        | Gick inte vidare | Gick inte vidare | Gick inte vidare | Gick inte vidare |

## Triathlon
| Idrottare      | Gren              | Tid              | Tid  | Tid             | Tid  | Tid             | Tid     | Placering |
| Idrottare      | Gren              | Simning (1,5 km) | T1   | Cykling (40 km) | T2   | Löpning (10 km) | Totalt  | Placering |
| -------------- | ----------------- | ---------------- | ---- | --------------- | ---- | --------------- | ------- | --------- |
| Matthew Wright | Herrarnas tävling | 22.13            | 0.49 | 53.50           | 0.24 | 32.02           | 1:49.18 | 34        |